# Insulocreagris
Insulocreagris är ett släkte av spindeldjur. Insulocreagris ingår i familjen helplåtklokrypare.
Kladogram enligt Catalogue of Life:
| Insulocreagris | \| \| Insulocreagris regina \| \| \| \| \| \| Insulocreagris troglobia \| \| \| \| |
|                | \| \| Insulocreagris regina \| \| \| \| \| \| Insulocreagris troglobia \| \| \| \| |
|                | Insulocreagris regina                                                              |
|                |                                                                                    |
|                | Insulocreagris troglobia                                                           |
|                |                                                                                    |